# Armada Music
Armada Music je nizozemska glasbena založba, usmerjana v elektronsko plesno glasbo, še posebej v trance, ki so jo leta 2003 ustanovili Armin van Buuren, Maykel Piron in David Lewis.

## Izvor imena
Ime Armada je nastalo z združitvijo prvih dveh črk imen vseh ustanoviteljev.

## Podzaložbe
- 68 Recordings
- A State Of Trance
- Aropa
- AVA Recordings
- Armind
- Bandung
- Captivating Sounds
- Club Elite
- Coldharbour Recordings
- Coldharbour Red
- Cyber Records
- Different Pieces
- Electronic Elements
- Fame Recordings
- Gangsta Audio
- Magic Island Records
- Morrison Recordings
- Perfecto Records
- Pilot6 Recordings
- Re*Brand
- S107 Recordings
- Soundpiercing
- State Recordings
- Stoney Boy Music
- Vandit
- Zouk Recordings